# Orsonwelles bellum
Orsonwelles bellum là một loài nhện trong họ Linyphiidae.
Loài này thuộc chi Orsonwelles. Orsonwelles bellum được Gustavo Hormiga miêu tả năm 2002.